# Lecania
Genre
Lecania est un genre de lichens de la famille des Ramalinaceae. Les espèces de ce genre sont présentes dans les régions à climat tempéré.

## Liste des espèces et variétés
Selon MycoBank (22 février 2024) :

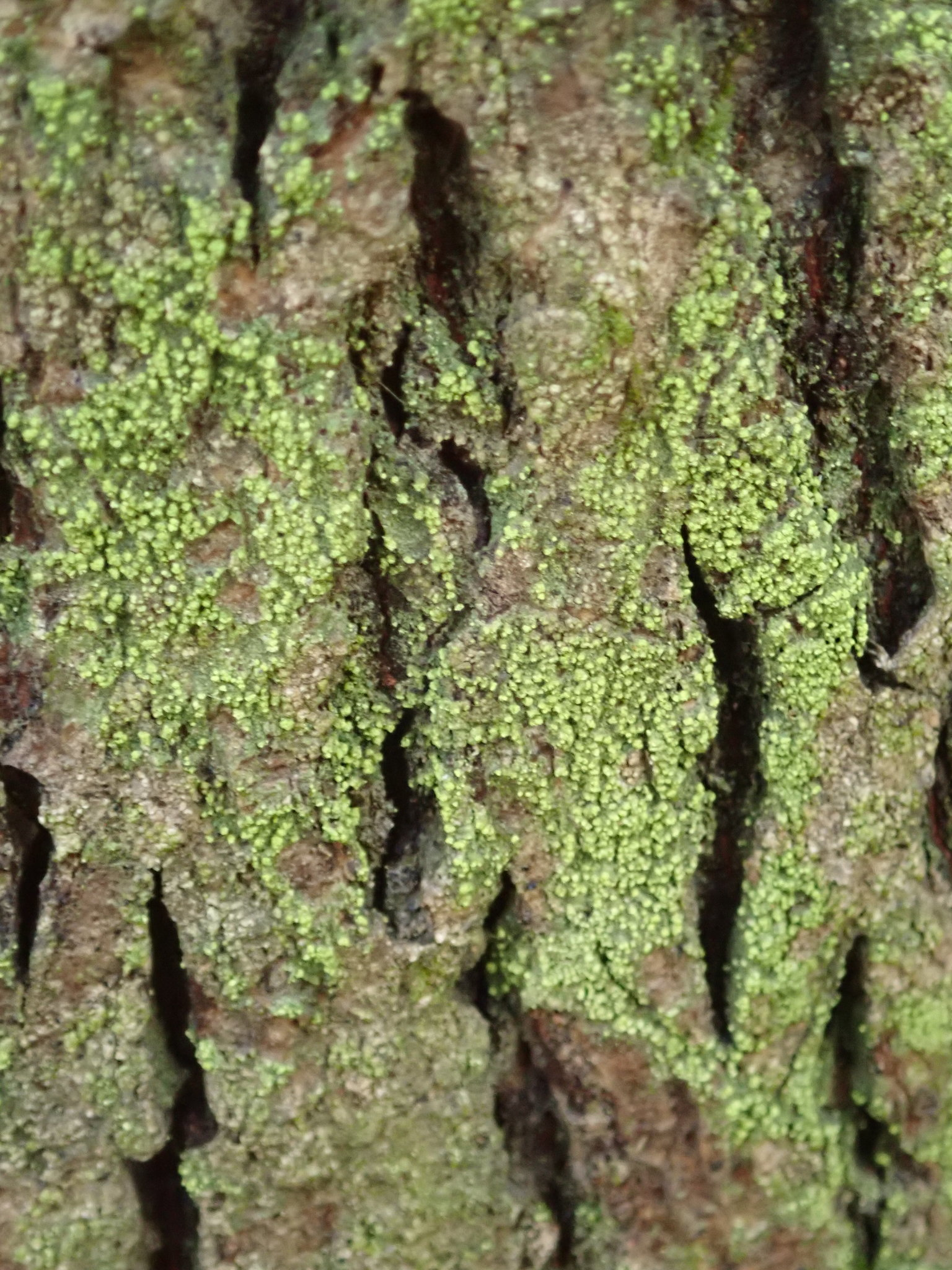
Lecania croatica

- Lecania achroelloides (Nyl.) Zahlbr., 1928
- Lecania actaea (Nyl.) B. de Lesd., 1910
- Lecania adplicata (Kremp.) Zahlbr.
- Lecania aeruginosa (Scop.) Stizenb., 1862
- Lecania aipospila (Wahlenb.) Th. Fr., 1867
- Lecania albaria Arnold, 1884
- Lecania albariella (Nyl.) Müll. Arg., 1880
- Lecania alboatrata (Nyl.) Zahlbr., 1928
- Lecania albocarnea Nyl.
- Lecania alborubra B. de Lesd., 1948
- Lecania alexandrae Tomin, 1918
- Lecania algarbiensis Cout., 1916
- Lecania alpivaga Th. Fr., 1871
- Lecania amblyospora (Harm.) Zahlbr., 1928
- Lecania amplificans (Nyl.) Müll. Arg., 1882
- Lecania andina C.W. Dodge, 1967
- Lecania apiahica Müll. Arg., 1881
- Lecania arctica Lynge, 1928
- Lecania arenaria (Anzi) Flagey, 1895
- Lecania arizonica B.D. Ryan & van den Boom, 2004
- Lecania asperatula Steiner, 1896
- Lecania athroocarpa Trevis., 1869
- Lecania athroodes (Nyl.) Müll. Arg., 1880
- Lecania atrynioides M. Knowles, 1913
- Lecania azorica van den Boom, 2016
- Lecania babingtonii Nyl.
- Lecania badiella Samp., 1920
- Lecania baeomma (Nyl.) P. James & J.R. Laundon, 1980
- Lecania balearica Maheu & A. Gillet, 1922
- Lecania bartangii Akram.{?}, 1971
- Lecania beccarii Jatta, 1905
- Lecania belgica van den Boom & Reese Næsb., 2007
- Lecania berica (A. Massal.) Müll. Arg., 1881
- Lecania bicincta Ramond
- Lecania bicolor Müll. Arg., 1892
- Lecania brachyspora Müll. Arg., 1880
- Lecania brattiae B.D. Ryan & van den Boom, 2004
- Lecania brialmontii (Vain.) Zahlbr., 1907
- Lecania brunnea Müll. Arg., 1891
- Lecania brunonis (Tuck.) Herre, 1910
- Lecania bryophila Etayo & van den Boom, 1995
- Lecania bullata Oxner, 1939
- Lecania caesia (W. Johnson) A.L. Sm., 1918
- Lecania calcivora B. de Lesd., 1912
- Lecania californica (Zahlbr.) Fink, 1935
- Lecania caloplacicola B.D. Ryan & van den Boom, 2004
- Lecania candicans (Dicks.) Stizenb., 1882
- Lecania cariosa (Hue) Darb., 1923
- Lecania carneolutea (Turner) Mudd, 1861
- Lecania ceratoniae (Ach.) Stizenb., 1862
- Lecania cesatii (A. Massal.) Bagl., 1863
- Lecania chalcophila B.D. Ryan & van den Boom, 2004
- Lecania chilena C.W. Dodge, 1967
- Lecania chirisanensis S.Y. Kondr., L. Lőkös & Hur, 2015
- Lecania chlaronoides Müll. Arg., 1895
- Lecania chlorotica (Jatta) Zahlbr., 1928
- Lecania chlorotiza (Nyl.) P. James, 1992
- Lecania circumpallescens (Nyl.) Kotlov, 2004
- Lecania citrinella Samp., 1917
- Lecania clauzadei de Lesd., 1956
- Lecania coarctatula Müll. Arg., 1888
- Lecania coccinea (Dicks.) Müll. Arg., 1887
- Lecania coeruleorubella (Mudd) M. Mayrhofer, 1988
- Lecania coerulescens Mudd, 1861
- Lecania constricta W.A. Weber
- Lecania cooperta Poetsch, 1872
- Lecania coreana S.Y. Kondr., L. Lőkös & Hur, 2013
- Lecania croatica (Zahlbr.) Kotlov, 2004
- Lecania crozalsiana H. Olivier, 1905
- Lecania cuprea (A. Massal.) van den Boom & Coppins, 1992
- Lecania curvescens (Mudd) A.L. Sm., 1918
- Lecania cyathiformis Szatala, 1941
- Lecania cyrtella (Ach.) Th. Fr., 1871
- Lecania cyrtellina (Nyl.) Sandst., 1912
- Lecania cyrtellinoides (M. Choisy) Zahlbr., 1932
- Lecania detractula (Nyl.) Arnold, 1884
- Lecania dimera (Nyl.) Th. Fr., 1871
- Lecania dimidiata (Bab.) Zahlbr., 1928
- Lecania dimorpha (A. Massal.) Zahlbr., 1928
- Lecania diplococca M. Steiner & Poelt, 1987
- Lecania diplotommoides Bagl., 1862
- Lecania disceptans (Nyl.) Lynge
- Lecania disparata (Arnold) Lettau, 1912
- Lecania disserpens Zahlbr., 1927
- Lecania dolosa (Duby) Jatta, 1900
- Lecania dubitans (Nyl.) A.L. Sm., 1918
- Lecania dudleyi Herre
- Lecania duschakensis Dzhur., 1978
- Lecania dusensis C.W. Dodge, 1965
- Lecania elatina (Ach.) Müll. Arg., 1891
- Lecania ephedrae Elenk., 1905
- Lecania erysibe (Ach.) Mudd, 1861
- Lecania erysibopsis (Nyl.) Zahlbr., 1928
- Lecania euphorbiae van den Boom & Etayo, 2017
- Lecania euthallina Riddle, 1918
- Lecania expallescens
- Lecania fabacea (Müll. Arg.) Müll. Arg., 1895
- Lecania falcata van den Boom, M. Brand, Coppins, Magain & Sérus., 2012
- Lecania farinosa (A. Massal.) de Lesd., 1949
- Lecania fauriei B. de Lesd., 1932
- Lecania ferganae Oxner, 1928
- Lecania flavescens Lynge, 1928
- Lecania franciscana (Tuck.) K. Knudsen & Lendemer, 2007
- Lecania fructigena Zahlbr., 1914
- Lecania fructuosa (Stizenb.) Zahlbr.
- Lecania fugiens Müll. Arg., 1890
- Lecania furfuracea Vězda, 1999
- Lecania fuscella (Schaer.) A. Massal., 1853
- Lecania fuscelloides B.D. Ryan & van den Boom, 2004
- Lecania fuscina Flagey
- Lecania gattefossei Werner, 1977
- Lecania genevensis (Müll. Arg.) Lettau, 1912
- Lecania gerlachei (Vain.) Darb., 1923
- Lecania glauca Øvstedal & Søchting, 2004
- Lecania glaucolivescens (Nyl.) C.W. Dodge, 1971
- Lecania globulifera Zahlbr., 1928
- Lecania globulosa Savicz, 1911
- Lecania globulosa (Flörke) van den Boom & Sérus., 1999
- Lecania graminum (Vain.) J. Gerasimova & S. Ekman, 2017
- Lecania granulata Coppins & Fryday, 2012
- Lecania harmandii (Hue) Zahlbr., 1928
- Lecania hassei (Zahlbr.) W.J. Noble, 1987
- Lecania heardensis C.W. Dodge, 1948
- Lecania helicopis (Wahlenb.) Clauzade & Cl. Roux, 1985
- Lecania hellwigii (Stein) Lettau, 1912
- Lecania heterocarpa Zahlbr., 1905
- Lecania heterochroa Müll. Arg., 1881
- Lecania holophaea (Mont.) A.L. Sm., 1918
- Lecania hookeri C.W. Dodge, 1967
- Lecania horizoides Müll. Arg., 1888
- Lecania hutchinsiae (Nyl.) A.L. Sm., 1918
- Lecania hyalina (Fr.) R. Sant., 2004
- Lecania hydrophobica T. Sprib. & Fryday, 2020
- Lecania hypophaea H. Magn., 1942
- Lecania insularis (Hepp ex Arnold) M. Mayrhofer, 1988
- Lecania inundata (Hepp ex Körb.) M. Mayrhofer, 1987
- Lecania iodoflavescens Maheu & Werner, 1934
- Lecania jamaicensis Riddle, 1912
- Lecania johnstonii C.W. Dodge, 1948
- Lecania juniperi van den Boom, 2012
- Lecania kerguelensis C.W. Dodge, 1948
- Lecania koerberiana J. Lahm, 1859
- Lecania lactea Arnold, 1884
- Lecania laeta C.W. Dodge, 1965
- Lecania lecanorina (Anzi) Zahlbr., 1928
- Lecania leprosa Reese Næsborg & Vondrák, 2008
- Lecania lesdainii (Samp.) Zahlbr.
- Lecania leucochlora (Mont.) Zahlbr., 1928
- Lecania leucospeirea (Nyl.) A.L. Sm., 1918
- Lecania leucospila Flagey
- Lecania llanoi C.W. Dodge, 1965
- Lecania luteoumbrina Zahlbr., 1928
- Lecania macrocarpa B. de Lesd., 1952
- Lecania madida Reese Næsborg & Björk, 2008
- Lecania makarevicziae Moniri, van den Boom & S.Y. Kondr., 2016
- Lecania mansourae (Stizenb.) Flagey, 1891
- Lecania maritima Kantvilas & van den Boom, 2015
- Lecania maroccana Werner, 1938
- Lecania melanocarpa Müll. Arg., 1887
- Lecania melanophaea (Anzi) Zahlbr., 1928
- Lecania mexicana de Lesd., 1916
- Lecania micrommata (Kremp.) Müll. Arg., 1890
- Lecania molliuscula Müll. Arg., 1895
- Lecania mongolica H. Magn., 1944
- Lecania monsourae
- Lecania muelleriana Zahlbr., 1928
- Lecania naegelii (Hepp) Diederich & van den Boom, 1994
- Lecania nazarena Müll. Arg., 1884
- Lecania newtoniana (Henriq.) Zahlbr., 1928
- Lecania nigra van den Boom & Ertz, 2012
- Lecania nigrella Müll. Arg., 1888
- Lecania nodulosa (Stirt.) Zahlbr., 1928
- Lecania nylanderiana A. Massal., 1856
- Lecania oahuensis H. Magn., 1944
- Lecania ochronigra J. Steiner, 1910
- Lecania ochrophaea (Tuck.) Müll. Arg., 1891
- Lecania odora Bagl.
- Lecania olivacella (Nyl.) Zahlbr., 1928
- Lecania opuntiae Bagl., 1863
- Lecania pachycarpa Müll. Arg., 1892
- Lecania pacifica Zahlbr. ex B.D. Ryan & van den Boom, 2004
- Lecania pallida Tomin, 1950
- Lecania pepegospora H. Magn., 1950
- Lecania perproxima (Nyl.) Zahlbr.
- Lecania phaeoleucodes (Nyl.) Zahlbr., 1928
- Lecania phaeolucens (Nyl.) Zahlbr.
- Lecania phaeophaeroides Vain.
- Lecania phaeosphaeroides (Vain.) Zahlbr., 1928
- Lecania picconiana Bagl., 1862
- Lecania platygraphoides (Nyl.) Zahlbr., 1928
- Lecania poeltii van den Boom, Alonso & Egea, 1996
- Lecania polycarpa (Müll. Arg.) Kantvilas & van den Boom, 2015
- Lecania polycycla (Anzi) Lettau, 1912
- Lecania porracea (Stizenb.) Flagey
- Lecania prasinoides Elenkin, 1907
- Lecania prosechoides (Nyl.) H. Olivier, 1897
- Lecania prosechoidiza (Nyl.) A.L. Sm., 1918
- Lecania proteiformis (A. Massal.) Arnold, 1878
- Lecania pseudocyrtella (Anzi) Lettau, 1912
- Lecania punicea (Sw.) Müll. Arg., 1887
- Lecania pusilla Tretiach, 1996
- Lecania quarnerica Zahlbr., 1919
- Lecania quercicola Eitner, 1911
- Lecania rabenhorstii (Hepp) Arnold, 1884
- Lecania racovitzae (Vain.) Darb., 1923
- Lecania ralfsii (Salwey) A.L. Sm., 1918
- Lecania reagens Werner, 1970
- Lecania rechingeriana Szatala, 1939
- Lecania rechingeriana Szatala, 1940
- Lecania requienii (A. Massal.) Zahlbr., 1907
- Lecania rimularum Wedd., 1875
- Lecania rimulosa Flagey, 1896
- Lecania rinodinoides S.Y. Kondr., L. Lőkös & Hur, 2013
- Lecania robsonii C.W. Dodge, 1971
- Lecania rubiginosa Müll. Arg., 1888
- Lecania rubra (Hoffm.) Müll. Arg., 1862
- Lecania rufofusca H. Magn., 1952
- Lecania rupicola (Nyl.) P. James, 1970
- Lecania ryaniana van den Boom, 2004
- Lecania safavidiorum (S.Y. Kondr., Zarei-Darki, Lőkös & Hur) S.Y. Kondr., Lőkös & Hur, 2021
- Lecania sambucina (Körb.) Arnold, 1884
- Lecania sampaiana B. de Lesd., 1921
- Lecania sanguinolenta (Stirt.) Zahlbr., 1928
- Lecania saviczii Novruzov, 1979
- Lecania sbarbaronensis B. de Lesd., 1950
- Lecania schofieldii C.W. Dodge, 1968
- Lecania sect. Biatorinopsis Müll. Arg., 1862
- Lecania sect. Eulecania Müll. Arg., 1862
- Lecania sect. Lecania , 1853
- Lecania sect. Maronea (A. Massal.) Müll. Arg., 1881
- Lecania sect. Placolecania J. Steiner, 1896
- Lecania sect. Platylecania Müll. Arg., 1882
- Lecania sect. Secoligella Müll. Arg., 1890
- Lecania selenispora Müll. Arg., 1895
- Lecania sessilisoraliata Yazici & Aptroot, 2017
- Lecania shastensis Herre
- Lecania silvestris (Arnold) Arnold, 1884
- Lecania siplei C.W. Dodge, 1965
- Lecania sipmanii van den Boom & Zedda, 2000
- Lecania sordida Reese Næsborg, 2008
- Lecania spadicea (Flot.) Zahlbr., 1915
- Lecania spodomela (Nyl.) A.L. Sm., 1918
- Lecania spodophaeiza (Nyl.) A.L. Sm., 1909
- Lecania spotornensis H. Magn. ex Sbarb., 1955
- Lecania stenospora Hue, 1922
- Lecania stigmatella (Tuck.) S. Ekman, 1996
- Lecania suavis (Müll. Arg.) Mig., 1926
- Lecania subalbens (Nyl.) Hazsl., 1884
- Lecania subcaesia (Nyl.) B. de Lesd., 1914
- Lecania subdisparata (Nyl.) Cout., 1916
- Lecania subdispersa (Nyl.) Hasse, 1913
- Lecania subfuscula (Nyl.) S. Ekman, 1996
- Lecania subisabellina Zahlbr., 1901
- Lecania subpunicea Müll. Arg., 1888
- Lecania subsect. Lecania , 1853
- Lecania subsquamosa Müll. Arg., 1889
- Lecania subundulata (Stirt.) Müll. Arg., 1894
- Lecania sulphurella Müll. Arg., 1888
- Lecania sulphureofusca (Fée) Müll. Arg., 1887
- Lecania sulphureorufa (Nyl.) Zahlbr., 1928
- Lecania syringea (Ach.) Th. Fr., 1871
- Lecania tavaresiana Clauzade & Vezda, 1974
- Lecania tenera (Nyl.) Clauzade & Cl. Roux, 1982
- Lecania thallophila H. Magn., 1952
- Lecania toninioides Zahlbr., 1902
- Lecania tornensis H. Magn., 1952
- Lecania triseptata (Vain.) Zahlbr., 1928
- Lecania triseptatoides van den Boom & Moniri, 2018
- Lecania turicensis (Hepp) Müll. Arg., 1862
- Lecania umbraticula (Nyl.) A.L. Sm., 1918
- Lecania unisepta (Stizenb.) Lettau, 1912
- Lecania vallata (Stirt.) Müll. Arg., 1894
- Lecania vallatula Jatta, 1911
- Lecania var. syringea (Ach.) Th. Fr., 1871
- Lecania ventosa (L.) Müll. Arg., 1862
- Lecania vermispora Fryday, 2019
- Lecania vieillardii Müll. Arg., 1881
- Lecania viridulogranulosa (Harm.) Zahlbr.
- Lecania watsonii M. Knowles ex Ch. Porter, 1948
- Lecania xanthaspis (Kremp.) Zahlbr., 1928
- Lecania zinaidae Oxner, 1931

## Classification
Le genre Lecania a été décrit en 1853 par le paléobotaniste et lichénologue lombardo-vénitien Abramo Massalongo (1824-1860).
Lecania a pour synonymes :
- Adermatis Clem., 1909
- Aipospila Trevis., 1857
- Bayrhofferia Trevis., 1857
- Dimerospora Th. Fr., 1860
- Dyslecania Clem. (1909), 1909
- Dyslecanis Clem., 1909
- Lecaniella Jatta, 1889
- Lecaniomyces E.A. Thomas (1939), 1939
- Polyozosia A. Massal., 1855

## Publication originale
- (it) A. Massalongo, Alcuni generi di licheni nuovamente limitati e descritti, Vérone, Antonelli, 1853, 14 p..